# محوطه و گورستان پیر محمد شاه
محوطه و قبرستان پیر محمد شاه مربوط به سده‌های میانه دوران‌های تاریخی پس از اسلام است و در شهرستان سلسله، بخش فیروزآباد، دهستان فیروزآباد، ۲۰۰ متری شمال غرب روستای پیر محمد شاه واقع شده و این اثر در تاریخ ۲۲ اسفند ۱۳۸۵ با شمارهٔ ثبت ۱۸۲۴۹ به‌عنوان یکی از آثار ملی ایران به ثبت رسیده است.